# J.B. Metzler
J.B. Metzler este o editură germană de cărți de științe umane cu sediul la Stuttgart. Ea a publicat și continuă să publice lucrări în domeniile literaturii și lingvisticii, filozofiei, istoriei antică, muzicii și mass-mediei. Profilul editurii este caracterizat de dicționare și enciclopedii, manuale și compendii de istorie literară, precum și studii cu caracter academic.

## Istoric
J.B. Metzler este una dintre cele mai vechi și mai tradiționale edituri din lumea germană. Editura a fost fondată la Stuttgart în 1682 de către August Metzler (1654-1713), iar din 1716, fiul său, Johann Benedikt Metzler (1696-1754), s-a ocupat de afacere. Compania îi poartă astăzi numele. Până în 1908 compania s-a aflat în proprietatea familiei Metzler, apoi, la 1 ianuarie 1908, a fost transformată într-o societate cu răspundere limitată, care a fost administrată de frații Eugen și Alfred Druckenmüller. Egon și Arthur Werlitz, ultimii descendenți ai familiei fondatoare a companiei, s-au aflat în consiliul de administrație până în 1917.
În 1991 editura a devenit o marcă a grupului editorial Georg von Holtzbrinck. În 1998 J.B. Metzler a preluat complet editura Hermann Böhlaus Nachfolger. În 2015 J.B. Metzler a devenit o parte componentă a editurii Springer Nature. Numele tradițional și sediul companiei din Stuttgart au fost păstrate.

## Program editorial

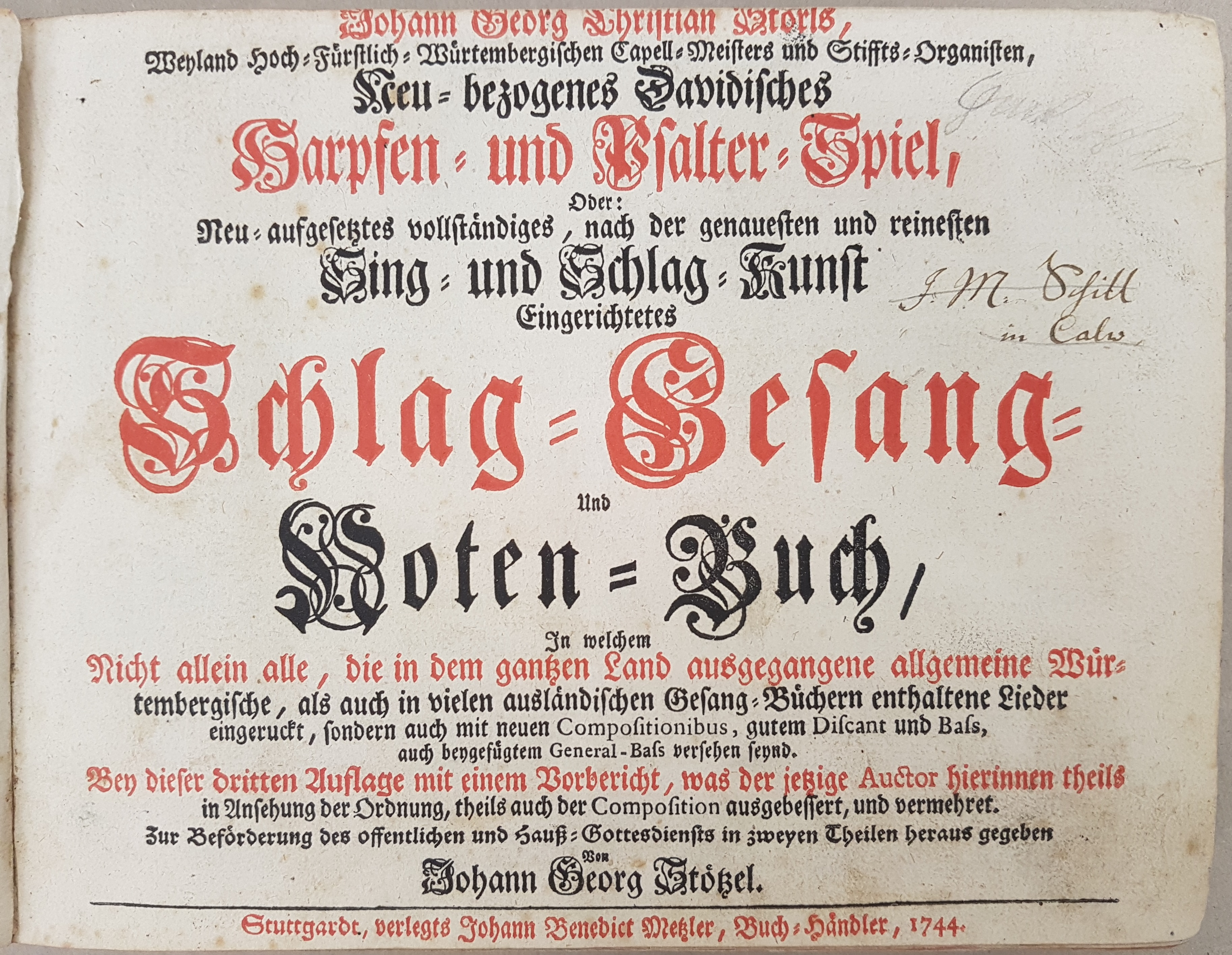
Johann Georg Christian Störls Neubezogenes Davidisches Harpfen- und Psalterspiel, oder Neu-aufgesetztes Württembergisch-vollständiges, nach der genauesten und reinsten Sing- und Schlag-Kunst eingerichtetes Schlag- Gesang und Noten-Buch. Tipărit de Johann Benedict Metzler, 1744

Programul editurii J.B. Metzler reflectă dezvoltarea vieții intelectuale germane din Württemberg și din vecinătate din ultima treime a secolului al XVII-lea până în prezent. Prin literatura de inspirație pietistă pe care a publicat-o, Metzler a fost cel mai de succes editor al filozofiei pietiste din sudul Germaniei în secolul al XVIII-lea. Cei mai cunoscuți autori publicați în această perioadă au fost tinerii Lessing și Schiller. În secolul al XIX-lea editura s-a implicat activ în răspândirea studiilor clasice. În perioada următoare Metzler a dezvoltat un amplu program filologic, care a avut în centrul său enciclopedia în 84 de volume Realencyclopädie der classischen Altertumswissenschaft, cunoscută ca „Pauly-Wissowa”.
De la sfârșitul celui de-al Doilea Război Mondial, programul editurii s-a dezvoltat, incluzând studiile literare, istoria umanității (în special istoria antică), filozofia, studiile culturale, muzica și mass-media. Editura a publicat compendii, enciclopedii, studii de istorie literară, manuale și lucrări de referință în diferite domenii.
Printre alte lucrări publicate se numără Goethe-Handbuch în patru volume, enciclopedia în patru volume Philosophie und Wissenschaftstheorie, dicționarul Lexikon des Mittelalters și, în colaborare cu Bärenreiter-Verlag, enciclopedia în douăzeci și trei de volume Die Musik in Geschichte und Gegenwart. Până în anul 2012 au apărut toate cele 16 volume ale lucrării Enzyklopädie der Neuzeit. Din 1961 până în 2007 a apărut colecția Metzler.
În septembrie 2009 a fost publicată ediția a III-a complet revizuită a Kindlers Literatur Lexikon, redactată de Heinz Ludwig Arnold.

## Editura
J.B. Metzler are sediul la Stuttgart. Editura a aparținut până în 2015 companiei Georg von Holtzbrinck GmbH & Co. KG din cadrul grupului editorial Georg von Holtzbrinck. Începând de atunci, editura și-a continuat activitatea sub umbrela Springer Nature.

## Legături externe
- Offizielle Website
- Enzyklopädie der Neuzeit
- Kindlers Literatur Lexikon – Webseite des Metzler Verlags Arhivat în 29 octombrie 2019, la Wayback Machine.